# Classe Cassard
La classe Cassard, della Marine nationale detta anche type F70 AA, è una classe composta da due fregate antiaeree (FAA) francesi, la cui unità capoclasse (Cassard con numerale D614) è stata impostata il 28 agosto 1986 ed ha preso servizio il 29 luglio 1988, la sua gemella è la Jean Bart, con numerale D615 entrata in servizio tre anni dopo.

Le navi della classe Cassard derivano dal progetto type F70, che aveva già dato luogo alla classe Georges Leygues, una classe di navi con caratteristiche prevalentemente antisommergibile (ASW) e designata come type F70 ASM.

Le navi portano i nomi rispettivamente di Jacques Cassard (1679-1740) e Jean Bart (1650-1702), entrambi marinai e corsari francesi.

## Storia

### Origini
Gli studi sono lanciati a partire dal 1972. Bisogna in effetti preparare il ritiro dei quattro escorteurs d'escadre (Bouvet, Kersaint, Dupetit-Thouars e Du Chayla), a vocazione antiaerea della classe T 47. Sette nuove unità sono quindi previste. Nel 1989, il programma è ufficialmente confermato, per ragioni economiche, è presa la decisione di partire dallo scafo delle navi della classe Georges Leygues e il numero di navi da realizzare è ridotto a quattro unità.
La prima unità è ordinata il 4 dicembre 1979, la seconda nel 1980 e la terza e la quarta nel 1983. La fine della produzione del missile RIM-66 SM-1 negli Stati Uniti riduce finalmente il numero di unità costruite a due.

### Costruzione
La costruzione della unità è affidata ai cantieri navali di Lorient. I due sistemi d'arma RIM-24 Tartar che equipaggiavano gli escorteurs d'escadre Bouvet (disarmato nel 1982) e Kersaint (disarmato nel 1983) sono smontati e inviati negli Stati Uniti per essere convertiti in RIM-66 Standard per equipaggiare rispettivamente la Cassard e la Jean Bart.
La struttura delle navi è basata su quella della classe Georges Leygues, integrandovi però le modifiche necessarie ai differenti sistemi d'arma. Altre modifiche sono apportate a seguito del ritorno di esperienze della guerra delle Falkland, in particolare per la resistenza al fuoco.
Anche se non si possono realmente considerare le due unità della classe Cassard come furtive, esse incorporano comunque alcuni elementi strutturali per permettere la riduzione della segnatura radar.
Ogni unità rappresenta due milioni di ore di lavoro (+ un milione di ore di progettazione), per un costo di 600 milioni di euro.
Era stata prevista la possibilità di installarvi un secondo cannone automatico da 100 mm; ma questa ipotesi fu abbandonata a profitto di un ponte per un elicottero imbarcato.
Durante le operazioni di manutenzione, dei miglioramenti sono apportati alle unità (aggiornamento dell'elettronica e degli armamenti, ect.). Malgrado un aumento del loro peso, le due unità hanno comunque mantenuto la loro velocità di circa 30 nodi (55,6 km/h), e questo le pone tra le navi a propulsione diesel le più rapide al mondo.

### Sostituzione
L'ingresso in servizio delle due unità della classe Horizon (nel 2008 e nel 2009) e il ritiro della Duquesne (D 603) nel 2007 rischiavano di modificare il ruolo delle unità della classe Cassard. Queste ultime potrebbero infatti servire da scorta alle navi anfibie della classe Mistral, ruolo tenuto in precedenza dalla Duquesne (D 603).
Diversamente da quanto in precedenza previsto, le unità della classe Cassard non saranno equipaggiate con i missili Aster, il costo dell'aggiornamento fu giudicato troppo eccessivo per delle navi già data e difficile da realizzare su degli scafi sotto dimensionati.
All'inizio, quattro unità della classe Horizon dovevano sostituire le quattro unità della Suffren e Cassard. Per delle ragioni economiche due Horizon sono state cancellate e le due unità della classe Cassard saranno quindi rimpiazzate da una versione antiaerea della classe Aquitaine chiamata  FREMM DA o FREDA (FREgate Multi Missions de Défense Aérienne). Le due FREMM DA entreranno in servizio rispettivamente nel 2021 e 2022.

### Missioni
Prima dell'ingresso in servizio dei Bâtiments de Projection et de Commandement della classe Mistral, delle FREMM della  classe Aquitaine e delle CNGF della classe Horizon, le unità della classe Cassard sono tra le navi più moderne della Marine nationale.
Una unità antiaerea ha per missione principale di assicurare la protezione contro le minacce provenienti da aerei o da missili. Le unità della classe Cassard sono dunque destinate ad operare autonomamente o all'interno di una task force, che sia francese, europea o internazionale (nel quadro della NATO. I missili RIM-66 Standard sono capaci di colpire degli obiettivi fino a circa 50 km di distanza. Gli affusti Simbad e il cannone da 100 mm sono destinati all'autodifesa ravvicinata.
Durante i dispiegamenti di un gruppo da battaglia di una portaerei, almeno una delle due Cassard accompagna la portaerei Charles de Gaulle (R 91). A questo titolo, le due unità hanno svolto numerose missioni nel mare Adriatico e nel golfo Persico. Più recentemente, esse hanno partecipato all'operazione Baliste al largo del Libano, evacuando dei civili a bordo.
L'elicottero imbarcato (all'inizio un Lynx, successivamente un Panther) permette di aumentare la portata della capacità di rilevamento della nave, capacità utilizzata soprattutto nella lotta antinave e antisommergibile.
Cassard
- 1998: Exercice Cléopâtre
- 1999: Opération Trident
- 2002: Mission Héraclès
- 2002: Exercice Péan 02
- 2003 : Exercice Péan 03
- 2006: Opération Baliste
- 2007: Nato Response Force 8 (NRF 8)
- 2007: Mission Agapanthe 07
- 2007: Exercice Gabian
- 2007: Exercice Noble Midas
- 2008: Opération Ecume éternelle / Journées de présentation marine (JPM)
- 2008: Carib Royale 08.2
- 2008: Mission USA-Caraïbes
- 2009: Revue navale au large de Sainte-Maxime
- 2009: MEDOR, exercice PEAN
- 2010: Exercice Brillant Mariner
- 2011: Opération Harmattan

Jean Bart
- 1999: Exercice Péan 99
- 2001: Mission Héraclès
- 2004: Exercice franco-indien Varuana
- 2004: Opération Agapanthe
- 2004: Revue navale à Toulon
- 2005: Exercice MNME-05 (Multi National Maritime Exercise)
- 2005: Exercice CANFREX (Canada – France Exercice)
- 2006: Opération Baliste
- 2007: Exercice Gabian
- 2007: Exercice Brillant Midas
- 2007: Exercice franco-espagnol
- 2008: Gulf Shield 01
- 2008: Opération Thalatine (Le Ponant)
- 2009: Exercice Cléopâtra
- 2009: Exercice PEAN
- 2010: Exercice Tamouré
- 2011: Opération Harmattan
- 2014: Opération Chammal

## Caratteristiche

### Armamento
Le unità sono armate di missili antinave Exocet e antiaerei Mistral e Tartar, di siluri antisottomarini e di un'artiglieria per la difesa aerea e ravvicinata.
Artiglieria
- 1 torretta da 100 mm antiaerea Mle 68
- 2 cannoni automatici da 20 mm F 2
- 4 mitragliatrici da 12,7 mm

Missili
- 2 sistemi Sadral (VI x, 39 missili Mistral)
- 8 missili MM 40 EXOCET
- 1 sistema SM-1 MR (rampa singola Mk 13, 40 missili)

Siluri
- 2 catapulte fisse per siluri antisottomarini L 5 mod 4 (10 siluri)

### Elettronica
- 2 radars DRBN-34 (Racal-Decca)
- 1 radar DRBJ-11 B
- 1 radar DRBV-26 C
- 2 radars SPG-51 C
- 1 radar DRBC-33 A
- 1 sonar DUBA-25 A (D 614) o 1 sonar DUBV-24 C (D615)
- 2 scrambler ARBB-33
- 1 sensore ARBR-17 B
- 2 lancia decoy Dagaie
- 2 lancia decoy Sagaie
- 1 bruiteur remorqué SLQ-25 Nixie
- 1 intercettore SAIGON
- 1 sistema di direzione di combattimento SENIT 6/8 (+ Link 11, 16)
- 1 sistema di monitoraggio Ir DIBV-2 A
- Trasmissioni: sistema Syracuse (SYstème de RAdioCommunication Utilisant un SatellitE), Inmarsat
- TACAN: SRN-6
- Sistema di aiuto al comando SEAO/OPSMER
- Sistema digitale di condotta della propulsione (SNCDE: Système Numérisé de Centralisation des Données Énergie)
- Sistema digitale di trasmissioni interne (SNTI)

### Aggiornamenti
Nel 2001 la Cassard è stata sottoposta ad un raddobbo che l'ha dotata di nuovi rinforzi strutturali (longheroni) e di un nuovo sistema informativo di combattimento, il Senit 8, e di un nuovo sistema di interscambio dati NATO (liaison 11) oltre che di un sistema di supporto al comando (Aidcomer).

## Unità

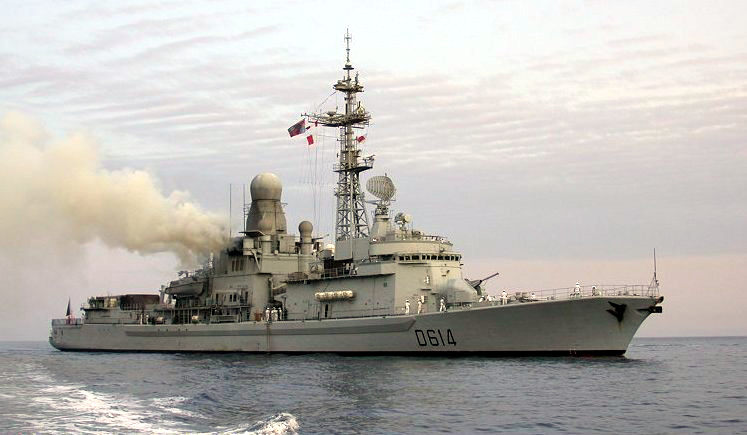
La
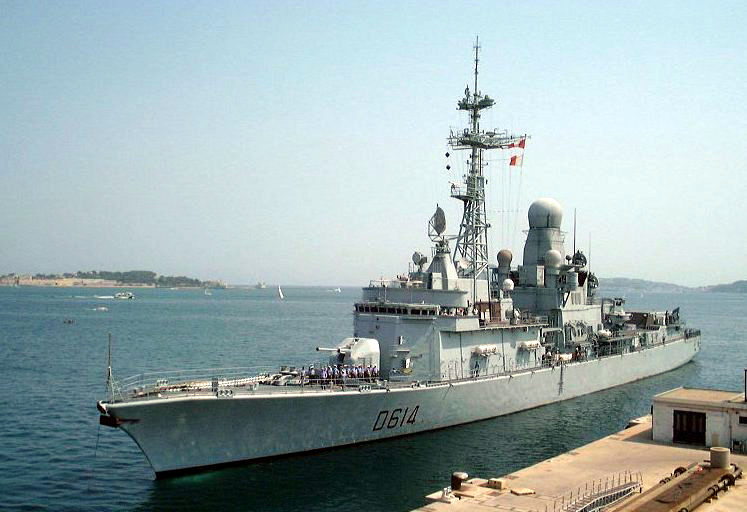
La
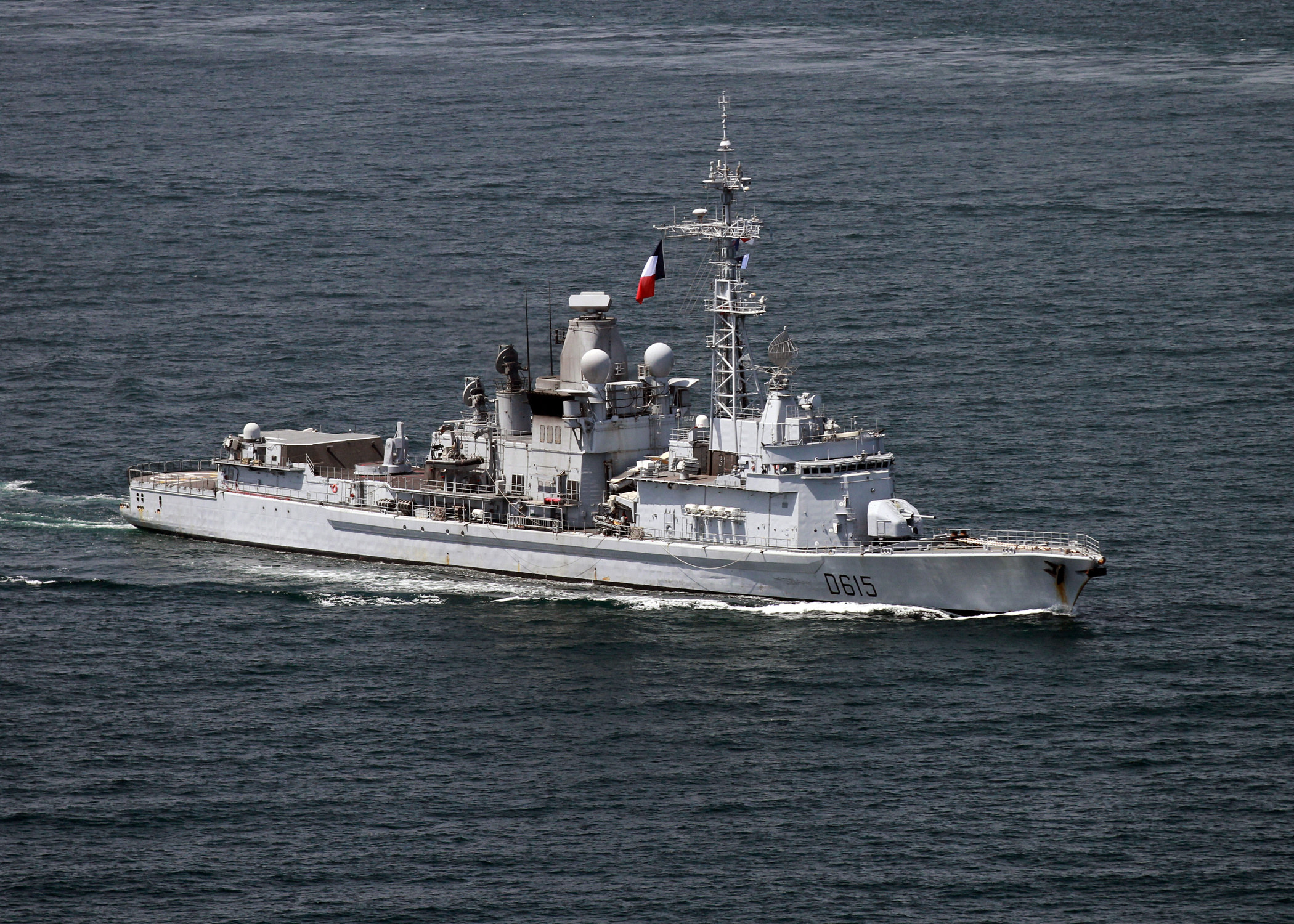
La
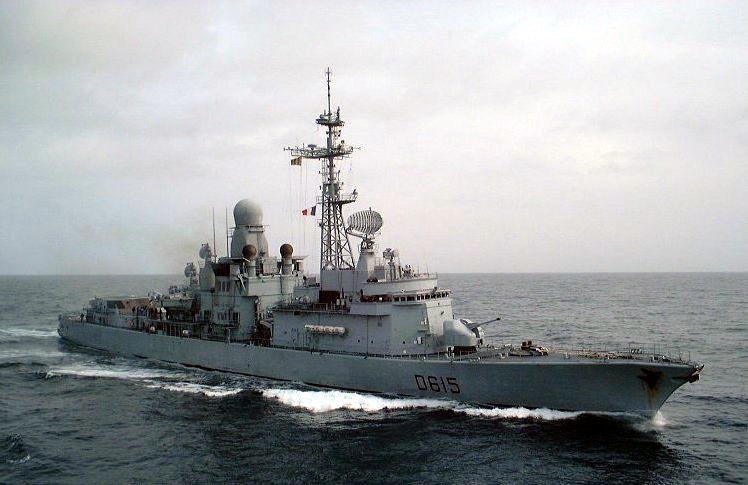
La
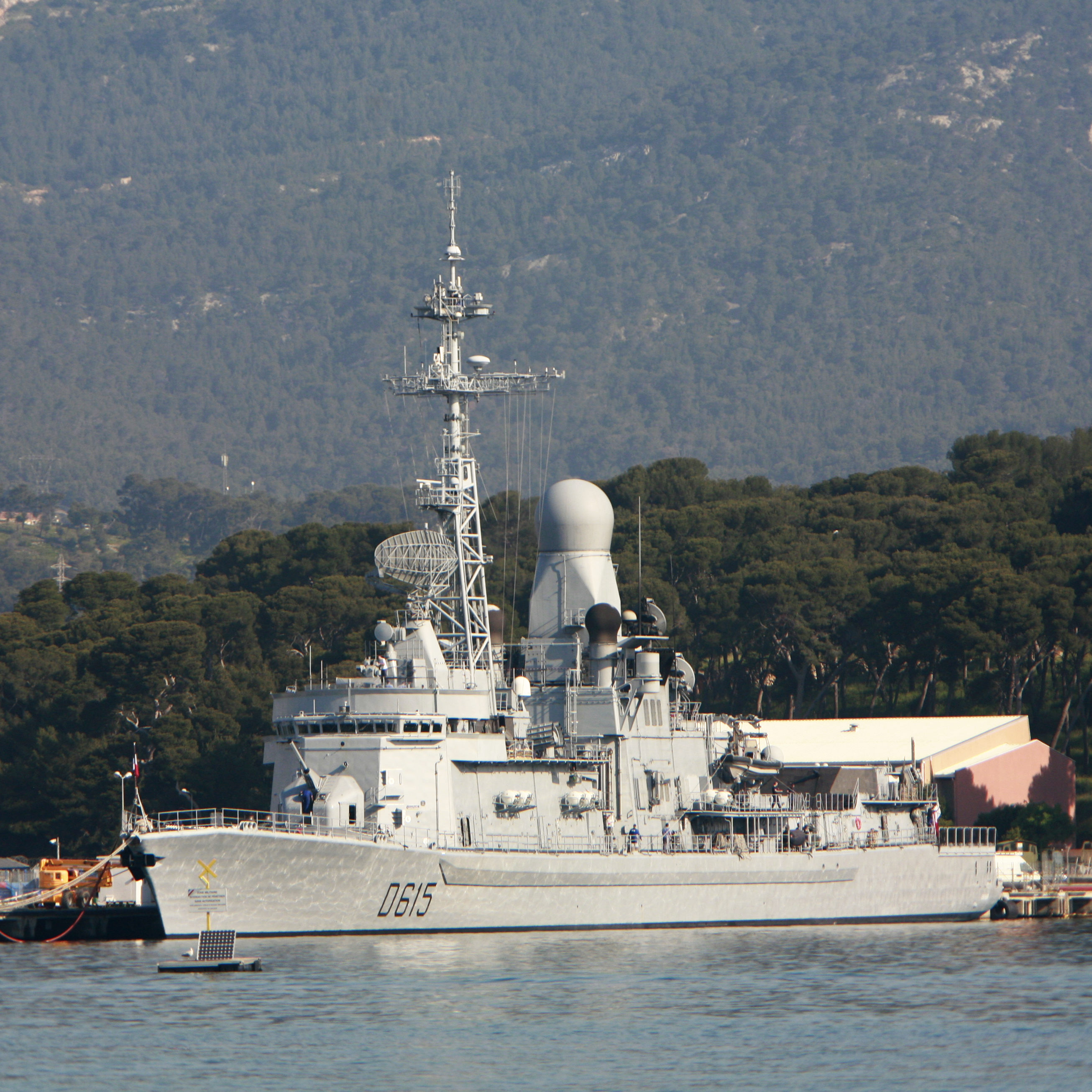
La

| Marine nationale | Marine nationale | Marine nationale | Marine nationale | Marine nationale | Marine nationale    | Marine nationale   | Marine nationale |
| Matricola        | Nome             | Cantiere         | Impostazione     | Varo             | Entrata in servizio | Disarmo (previsto) | Note             |
| ---------------- | ---------------- | ---------------- | ---------------- | ---------------- | ------------------- | ------------------ | ---------------- |
| D614             | Cassard          | DCN, Lorient     | 03/09/1982       | 06/02/1985       | 29/07/1988          | 15/03/2019         | Basata a Tolone  |
| D615             | Jean Bart        | DCN, Lorient     | 12/03/1986       | 19/03/1988       | 21/09/1991          | 2022               | Basata a Tolone  |
| D616             | Courbet          | cancellata       | cancellata       | cancellata       | cancellata          | cancellata         | cancellata       |
| D617             | -                | cancellata       | cancellata       | cancellata       | cancellata          | cancellata         | cancellata       |

- La Cassard
- La Cassard
- La Jean Bart
- La Jean Bart
- La Jean Bart